# Kenézlő
Kenézlő község Borsod-Abaúj-Zemplén vármegye Sárospataki járásában.

## Fekvése
Közigazgatási területe szinte teljes egészében a Tisza és a Bodrog folyók által közrefogott kis tájegységben, a Bodrogközben helyezkedik el, de egy csekély, kevesebb, mint 20 hektárnyi terület hozzá tartozik a Tisza bal parti oldalán is.
A környező települések közül Viss 3, Zalkod pedig 6 kilométerre található; a Tisza túlparti oldalán a legközelebbi községek Szabolcs, Balsa és Gávavencsellő (légvonalban egyaránt 7~9 kilométerre). A két legközelebbi város Sárospatak és Tokaj, mindkettő nagyjából 20-20 kilométer távolságban fekszik. A vármegye székhelyétől, Miskolctól, közúton mintegy 70 kilométerre keletre esik.

### Megközelítése
Közúton a község Olaszliszka-Viss felől a 3802-es, Sárospatak és a balsai kompátkelő felől a 3803-as, Györgytarló felől a 3811-es őton közelíthető meg, a zsáktelepülésnek tekinthető Zalkoddal pedig a 38 114-es számú mellékút köti össze.
Korábban kisvasúton is meg lehetett közelíteni, mivel elhaladt a határában a Bodrogközi Gazdasági Vasút, melynek állomása is volt a településen – sőt Kenézlőtől nem messze épült meg az ország egyetlen kisvasúti Tisza-hídja, a Balsai Tisza-híd is, mely a Bodrogközi és a Nyírvidéki Kisvasút összekötésére létesült. A híd azonban 1944-ben a második világháború martalékává vált, s azóta sem épült újjá, emiatt pedig a Bodrogközi (későbbi nevén Hegyközi) Kisvasút is annyira elsorvadt, hogy 1980 táján a teljes felszámolása mellett döntöttek.

## Története
A település a honfoglalás korában jött létre, a honfoglalás kori leletek ma Nyíregyházán tekinthetőek meg a Jósa András Múzeumban. A falut elsőként 1239-ben említik Keleznei néven.
1410-ben a település vámhely, vízi és szárazföldi vámja is van. Nevét ekkor Felkenézlő néven írják.
A 15. század közepéig több birtokosa is volt a településnek: Upor, Ujfalusy, és az Óbégányi családoknak volt itt birtoka.
A település ekkor Zemplén vármegyéhez tartozott.
A 15. század végén még a Buttkay, Márky, Ráskay családot is birtokosai között találjuk.
A 16. század elején nevét már Kenézlőnek írták, ekkor a Farkas család volt a falu birtokosa.
1889-ben a faluban nagy tűzvész pusztított, melyben Kenézlő majdnem teljesen leégett.
Az 1950-es megyerendezésig Szabolcs vármegye Dadai felső járásához tartozott.

## Közélete

### Polgármesterei
- 1990–1994: Hunyadi Tibor (független)[3]
- 1994–1998: Hunyadi Tibor (független)[4]
- 1998–2002: Hunyadi Tibor (Zempléni Településszövetség)[5]
- 2002–2006: Hunyadi Tibor (Zempléni Településszövetség)[6]
- 2006–2010: Hunyadi Tibor (független)[7]
- 2010–2014: Hunyadi Tibor (független)[8]
- 2014–2019: Hunyadi Tibor (független)[9]
- 2019–2024: Horváth Ferenc (független)[10]
- 2024– : Horváth Ferenc (független)[1]

## Népesség
A település népességének változása:
| Lakosok száma | 1281 | 1216 | 1169 | 1012 | 1012 | 999  | 949  |
|               | 2013 | 2014 | 2015 | 2021 | 2022 | 2023 | 2024 |

2001-ben a település lakosságának 91%-a magyar, 9%-a cigány nemzetiségűnek vallotta magát.
A 2011-es népszámlálás során a lakosok 91,7%-a magyarnak, 8,1% cigánynak mondta magát (8,3% nem nyilatkozott; a kettős identitások miatt a végösszeg nagyobb lehet 100%-nál). A vallási megoszlás a következő volt: római katolikus 43,5%, református 14,4%, görögkatolikus 17,7%, felekezeten kívüli 5,3% (18,1% nem válaszolt).
2022-ben a lakosság 92,2%-a vallotta magát magyarnak, 6% cigánynak, 0,6% románnak, 0,3% németnek, 0,1% ruszinnak, 0,1% szlováknak, 1,8% egyéb, nem hazai nemzetiségűnek (7,8% nem nyilatkozott; a kettős identitások miatt a végösszeg nagyobb lehet 100%-nál). Vallásuk szerint 27,5% volt római katolikus, 12,6% református, 14,4% görög katolikus, 0,8% egyéb keresztény, 0,1% evangélikus, 5,9% felekezeten kívüli (38,1% nem válaszolt).

## Látnivalók
- Görögkatolikus templom (1795, ikonosztáz: 1830-as évek)
- Római katolikus templom (1932, Mihály arkangyal a védőszentje)
- Református templom (1823-13, tornya: 1926)
- Szent István-szobor